# Palline vaginali

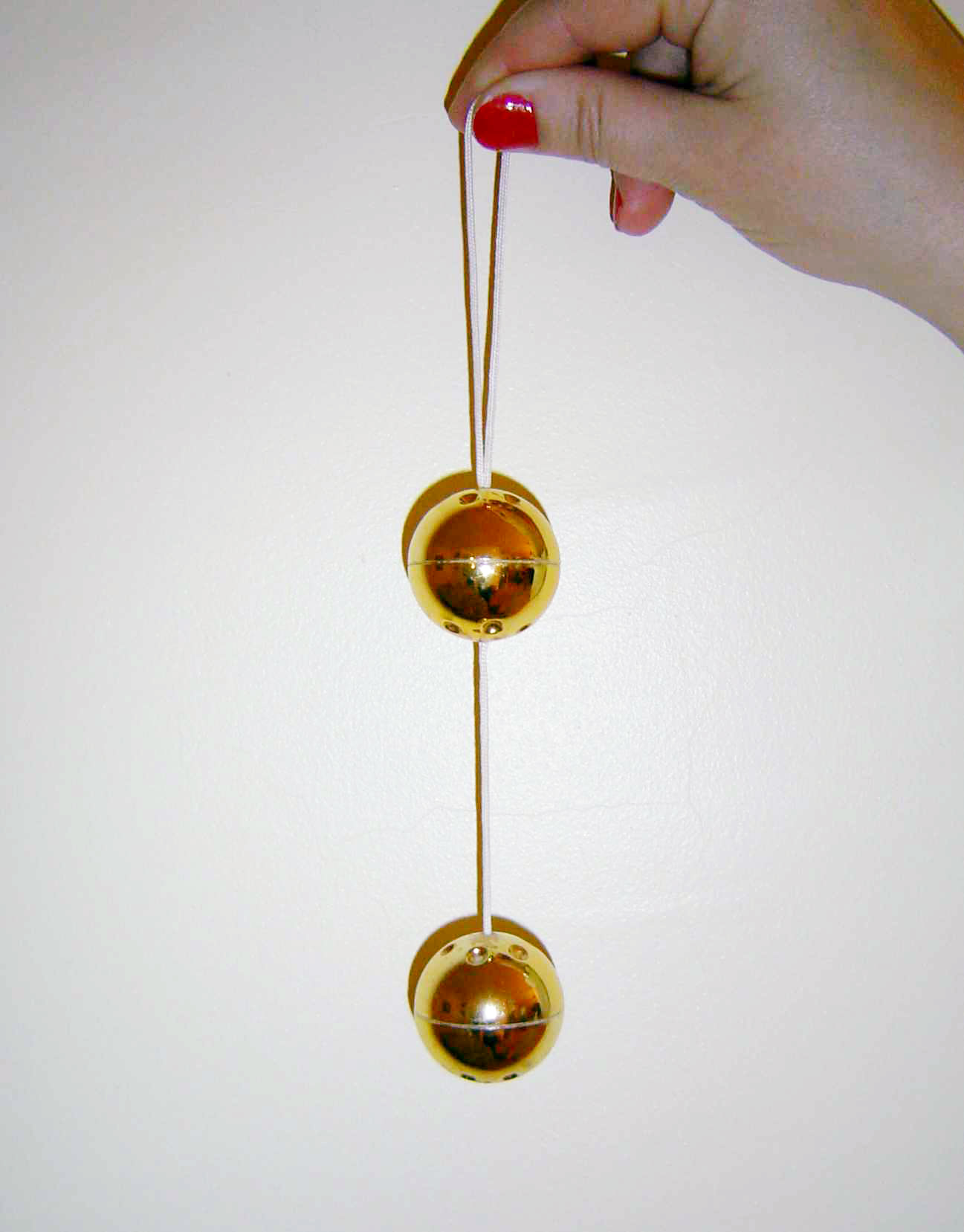
Palline Ben Wa

Le palline vaginali (conosciute anche come Ben Wa Balls oppure Geisha Balls), sono un giocattolo sessuale che consiste in una o due sfere cave di plastica, silicone o metallo, collegate tra loro tramite un filo di nylon oppure attraverso un sottile lembo di silicone. Al loro interno contengono dei pesi di diametro inferiore che, urtando contro le pareti delle palline, ne determinano il movimento. Quelle destinate al mero gioco sessuale sono solitamente mobili e in acciaio, altre sono rigide e in silicone.

## Storia
Si ritiene che le palline siano originarie del Giappone, dove sono chiamate rin no tama ('campanelline tintinnanti') e che agli inizi fossero costruite in metallo o avorio. Alla fine del sedicesimo secolo, vi si imbatté il viaggiatore inglese Ralph Fitch nello Stato di Shan, in Birmania (Myanmar), descrivendone l'utilizzo da parte della popolazione maschile. A meno di una decina di anni di distanza, anche il mercante fiorentino Francesco Carletti racconta del loro utilizzo in Thailandia. "Ben Wa" è un marchio di fabbrica. Originalmente era una singola sfera sistemata nella vagina, utilizzata per incrementare il piacere durante l'atto del coito, ma poco dopo evolse in una serie di molteplici sfere coperte da metallo unite da un cordone di seta che consentiva la facile rimozione.

## Utilizzo
Le palline vaginali, specie se separate l'una dall'altra e libere di muoversi, sono in grado di roteare all'interno della vagina.
Basta introdurle nell'orifizio e camminare: il movimento del corpo farà urtare i pesi interni contro le pareti delle sfere provocando la risposta dei muscoli. Un altro utilizzo prevede la contrazione della vagina cercando di far muovere le sfere per poi rilasciarle.

## Varianti
Esistono varianti di molteplice aspetto e materiale: ad esempio palline di gomma, con piccoli rilievi in superficie, oppure palline disposte in fila, unite tra loro, come una sorta di collana (anal beads), di diametro uniforme oppure progressivo, che, come giocattolo sessuale, possono essere più facilmente manipolate per la stimolazione interna anale e del muscolo dello sfintere.
Alcune possono essere totalmente solide, o contenere campanule all'interno, altre versioni in plastica con all'interno palline più piccole in metallo sono note come palline duotone.
L'uso delle palline crea una delicata stimolazione. È possibile lasciare le palline nella vagina per tempo prolungato o per alcuni minuti.

## Influenza culturale
- Miley Cyrus ha rivelato a Cosmopolitan che le palline vaginali sono il suo sex toy preferito[2].
- Nel reality show Keeping Up With The Kardashians, Khloé Kardashian utilizza le Geisha Balls[3].
- Ben Wah Balls è una canzone dei Blink-182, che fa riferimento alle palline Ben Wa con un cambio della pronuncia e della trascrizione intenzionale.
- Le palline Ben Wa vengono utilizzate spesso da Patty, protagonista femminile del film 100 ragazze.